# Ana María Ruggia
Ana María Ruggia ist eine uruguayische Politikerin.
Die Architektin Ruggia ist die einzige Tochter des Politikers Guillermo Ruggia (1896–1971). Sie war Mitglied der Junta Departamental von Montevideo und übte auf departamentaler Ebene von 1985 bis 1990 die Leitungsfunktion der Abteilung für Stadtplanung und Kultur ("Departamento de Planeamiento Urbano y Cultural") aus. Ruggia gehört der Partido Colorado an und hatte in der 44. Legislaturperiode vom 15. September 1997 bis zum 24. September 1997 ein Mandat als stellvertretende Senatorin in der Cámara de Senadores inne.